# Thanlyin
Thanlyin är en kommun i Myanmar.   Den ligger i regionen Yangonregionen, i den södra delen av landet, 300 km söder om huvudstaden Naypyidaw. Antalet invånare är 187 944.